# Lisa McHugh
Lisa McHugh (* 16. August 1988 in Glasgow, Schottland) ist eine irische Pop- und Country-Sängerin.

## Leben
McHugh wurde in Glasgow, Schottland, als Kind irischer Eltern geboren und wuchs in einem Vorort von Glasgow auf. Nachdem sie einige Jahre im Betrieb des Vaters gearbeit hat, zog sie 2009 nach Irland und nahm an der Country-Musik-Talentshow Glór Tíre des irischen Fernsehens teil.
2012 trat die Sängerin in der Grand Ole Opry in Nashville auf.
Bei den RTÉ Irish Country Music Awards wurde die Künstlerin fünf Mal als Female Vocalist of the Year und dreimal als Female Artist of the Year ausgezeichnet. Der Titel Who I Am wurde als Best Country Single ausgezeichnet.
Garth Brooks lobte die Sängerin für die Coverversion seines Hits The River mit den Worten: „Oh my gosh, what a beautiful human being, beautiful voice … beautiful baby,“.
Eine Zeitlang hatte McHugh eine Beziehung mit dem Sänger Nathan Carter und ist heute noch mit ihm eng befreundet. Im Januar 2022 gebar die Musikerin ein Baby und heiratete den Vater Nathan Khan im Juni 2022. Das Paar lebt in County Fermanagh.

## Diskografie

### Alben
| Jahr | Titel              | Höchstplatzierung, Gesamtwochen, AuszeichnungChartsChartplatzierungen (Jahr, Titel, Platzierungen, Wochen, Auszeichnungen, Anmerkungen) | Anmerkungen |
| Jahr | Titel              | IE | Anmerkungen |
| ---- | ------------------ | --- | ----------- |
| 2014 | A Life That’s Good | IE94 (1 Wo.)IE |             |
| 2015 | Wildfire           | IE7 (4 Wo.)IE |             |
| 2016 | #Country           | IE3 (2 Wo.)IE |             |
| 2017 | Who I Am           | IE56 (1 Wo.)IE |             |
| 2023 | Watch Me           | IE24 (1 Wo.)IE |             |

### Weitere Alben
- 2012: Old Fashioned Girl
- 2012: Dreams Come To Life
- 2017: #Lisa Life